# Бенджински окръг
Бенджински окръг (на полски: Powiat będziński) е окръг в Силезко войводство, Южна Полша. Заема площ от 364,13 км2. Административен център е град Бенджин.

## География
Окръгът се намира в историческата област Заглембе Домбровско (Малополша). Разположен е в централната част на войводството.

## Население
Населението на окръга възлиза на 152 135 души (2012 г.). Гъстотата е 418 души/km2.

## Административно деление
Административно окръг е разделен на 8 общини.
Градски общини:
- Бенджин
- Челядж
- Славков
- Войковице

Градско-селска община:
- Община Шевеж

Селски общини:
- Община Бобровники
- Община Меженчице
- Община Псари

## Фотогалерия
- Бенджин
- Челядж
- Войковице
- Славков
- Шевеж